# Ernst Wahlberg
Ernst Leonard Wahlberg (* 15. Oktober 1904 in Stockholm; † 1. Mai 1977 ebenda) war ein schwedischer Fußballspieler.

## Laufbahn
Wahlberg begann seine Laufbahn bei Djurgårdens IF. Bei der Einführung der Allsvenskan im Sommer 1924 wechselte „Sudden“, so lautete sein Spitzname, zu AIK. Gleich in seiner ersten Spielzeit trat er als herausragender Torschütze hervor, in 15 Spielen gelangen ihm zwölf Saisontore. 1928 wurde der Kaufmann vom schwedischen Verband zusammen mit Per Kaufeldt für drei Monate wegen Profitums gesperrt. Die beiden Spieler hatten vom Verein 50 Kronen pro Spiel und damit mehr als die zulässigen 30 Kronen erhalten. Vier Jahre später kam es zum nächsten Zwischenfall mit dem Verband. AIK war 1932 schwedischer Meister geworden und der Verband zeichnete die elf Spieler mit den meisten Einsätzen mit einer Goldmedaille aus. Wahlberg stand jedoch nur an zwölfter Stelle, wurde aber trotzdem zu Ungunsten von Åke Sigrell ausgezeichnet. 1934 beendete er seine Laufbahn nach 151 Erstligaspielen und 93 Erstligatoren.
Am 16. November 1930 kam Wahlberg bei der 1:4-Niederlage gegen Österreich zu seinem einzigen Einsatz im schwedischen Nationaljersey.